# Liste der Stolpersteine in Kahla
Die Liste der Stolpersteine in Kahla beinhaltet die im Gebiet der Kleinstadt Kahla von Künstler Gunter Demnig installierten Stolpersteine.

## Verlegte Stolpersteine
| Adresse                                | Name                 | Inschrift                                                                                                | Verlegedatum  | Bild | Anmerkung |
| -------------------------------------- | -------------------- | --- | ------------- | ---- | --------- |
| heutige Rudolf-Breitscheid-Straße 16 · | Flora Cohn           | Hier wohnte Flora Cohn Geb. Hirschfeld Jg. 1877 Deportiert 1942 Theresienstadt Ermordet 5.4.1943         | 17. Sep. 2016 |      |           |
| heutige Rudolf-Breitscheid-Straße 16 · | Erna Tittel          | Hier wohnte Erna Tittel Geb. Cohn Jg. 1903 Deportiert 1944 Theresienstadt Befreit                        | 17. Sep. 2016 |      |           |
| Roßstraße 28 ·                         | Adolf Jacobsthal     | Hier wohnte Adolf Jacobsthal Jg. 1878 Deportiert 1942 Belzyce Ermordet                                   | 17. Sep. 2016 |      |           |
| Roßstraße 28 ·                         | Lotte Jacobsthal     | Hier wohnte Lotte Jacobsthal Jg. 1924 Kindertransport 1939 Schweden                                      | 17. Sep. 2016 |      |           |
| Roßstraße 28 ·                         | Clothilde Jacobsthal | Hier wohnte Clothilde Jacobsthal Geb. Schoenthal Jg. 1884 Nach Aufforderung zur Deportation Tot 3.5.1942 | 17. Sep. 2016 |      |           |